# Cimburk (hrad, okres Kroměříž)
Cimburk (někdy též Nový Cimburk) je zřícenina hradu na jižní Moravě, 4 km východně od Koryčan v okrese Kroměříž. Od roku 1973 je chráněn jako kulturní památka.

## Historie
Hrad dal postavit Bernard z Cimburka v letech 1327–1333 a roku 1348 na něj z původního hradu Cimburk (okres Svitavy) přesídlil. Původně se jednalo o gotický hrad. Je typickým představitelem dynamizující hradní architektury první poloviny 14. století, s výraznými prvky francouzské fortifikační architektury. Protáhlá dvouvěžová bergfritová dispozice spolu s použitím nadstandardních architektonických a kamenických postupů činí z něj památku prvořadého významu.
Hrad v roce 1358 koupil moravský markrabě Jan Jindřich. V roce 1375 ho zastavil Zikmundu z Letovic a v roce 1398 uvázal Čenkovi z Drahotuš. V roce 1407 hrad přepadl a obsadil další zástavní držitel Vok IV. z Holštejna. V roce 1429 přenechal Vok V. z Holštejna hrad svému příbuznému Štěpánovi ze Zdounek a Vartnova. Za česko-uherských válek byl hrad dobyt uherským králem Matyášem. Poté proběhlo několik vlastnických přesunů, až hrad nakonec roku 1523 odkoupil Vilém z Víckova. Po roce 1523 a 1661 byl hrad přestavován. Od počátku 18. století, kdy již nehrozilo nebezpečí tureckého vpádu, byl opuštěn a chátral. Na konci 20. století se zdál osud zříceniny zpečetěn, protože neuplynula snad jediná zima, po které by se rozsah hradu v důsledku řícení staticky narušených zdí nezmenšil. Díky skupině příznivců hradu, občanskému sdružení Polypeje, nastal po roce 1994 obrat k lepšímu, i když z hlediska záchrany některých částí hradu je již zřejmě pozdě.
| Rok  | Počet návštěvníků |
| ---- | ----------------- |
| 2015 | 17 231            |
| 2016 | 22 324            |
| 2017 | 21 534            |
| 2022 | 26 275            |
| 2023 | 23 888            |

## Přístup
Hrad je přístupný po zelené turistické značce vedoucí z Koryčan.